# مرگ‌ها در سپتامبر ۲۰۱۹
مرگ‌ها در سپتامبر ۲۰۱۹ (انگلیسی: Deaths in September 2019) آنچه در پی می‌آید فهرست افراد سرشناسی است که در سپتامبر ۲۰۱۹ درگذشته‌اند.
- در هر عنوان به‌ترتیب نام شخص، سن، ملیت، دلیل سرشناسی، علت مرگ، و منبع آمده‌است.

## سپتامبر

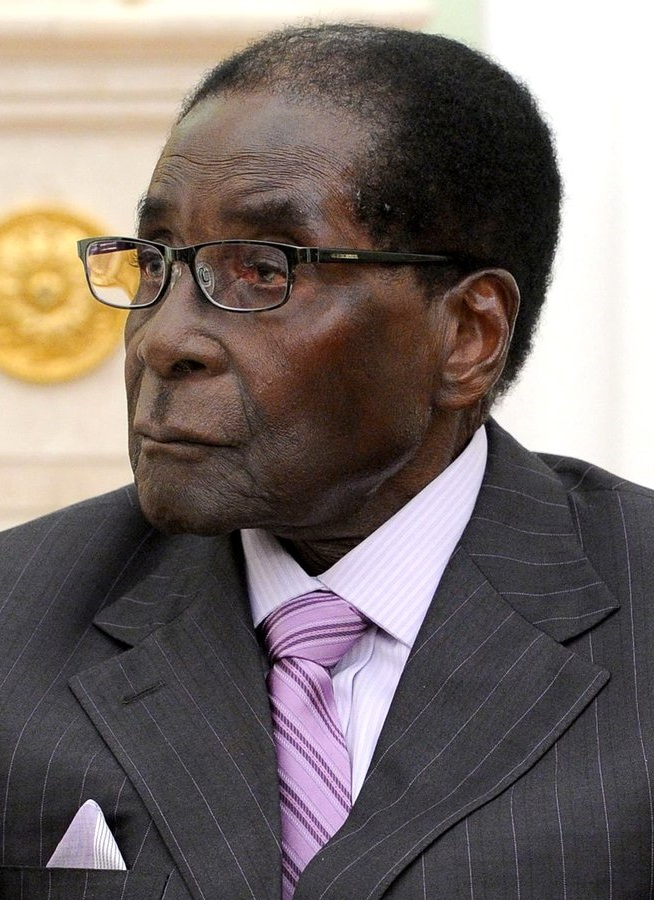
رابرت موگابه

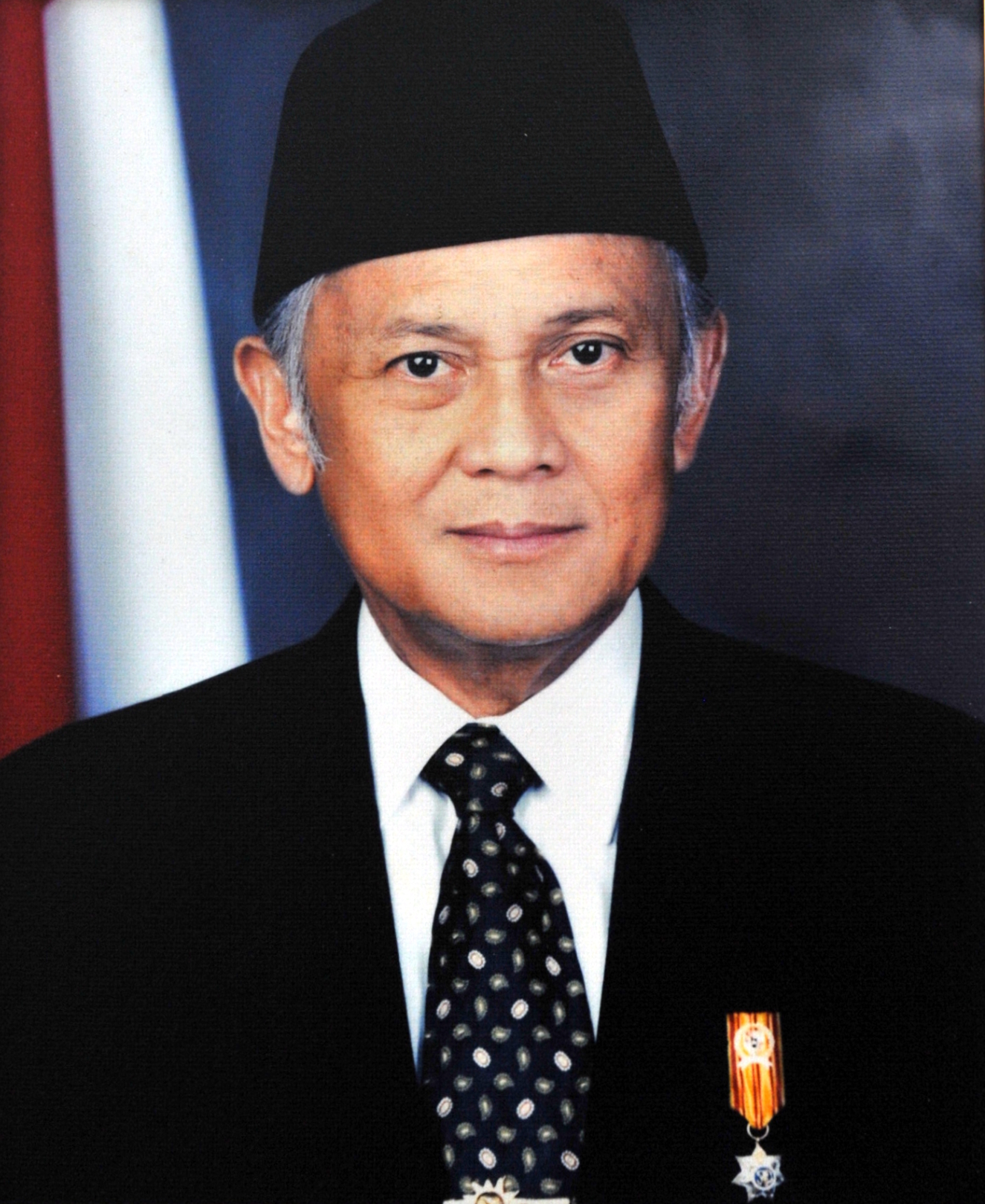
یوسف حبیبی

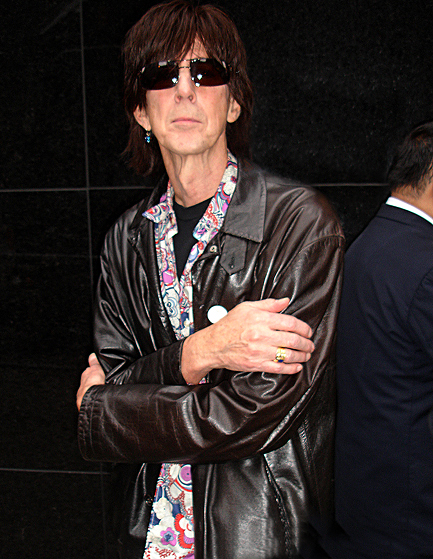
ریک اوکاسک

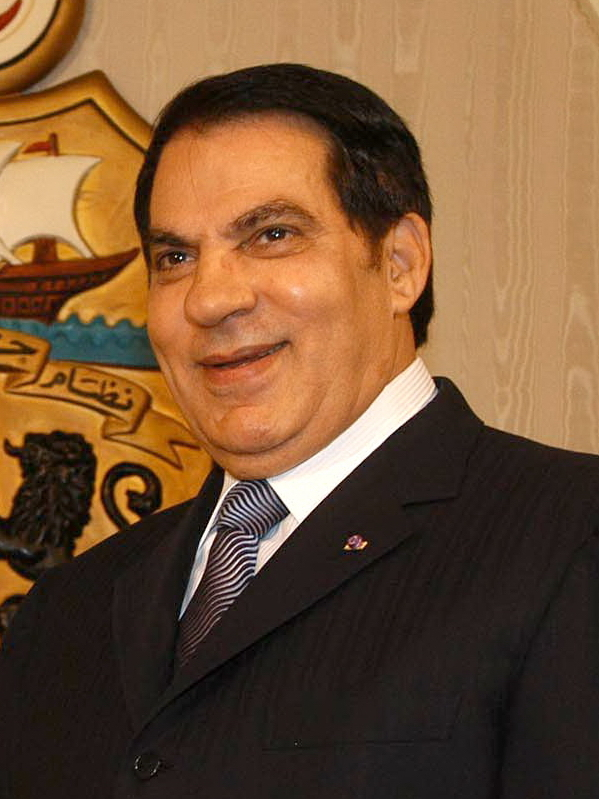
زین‌العابدین بن‌علی

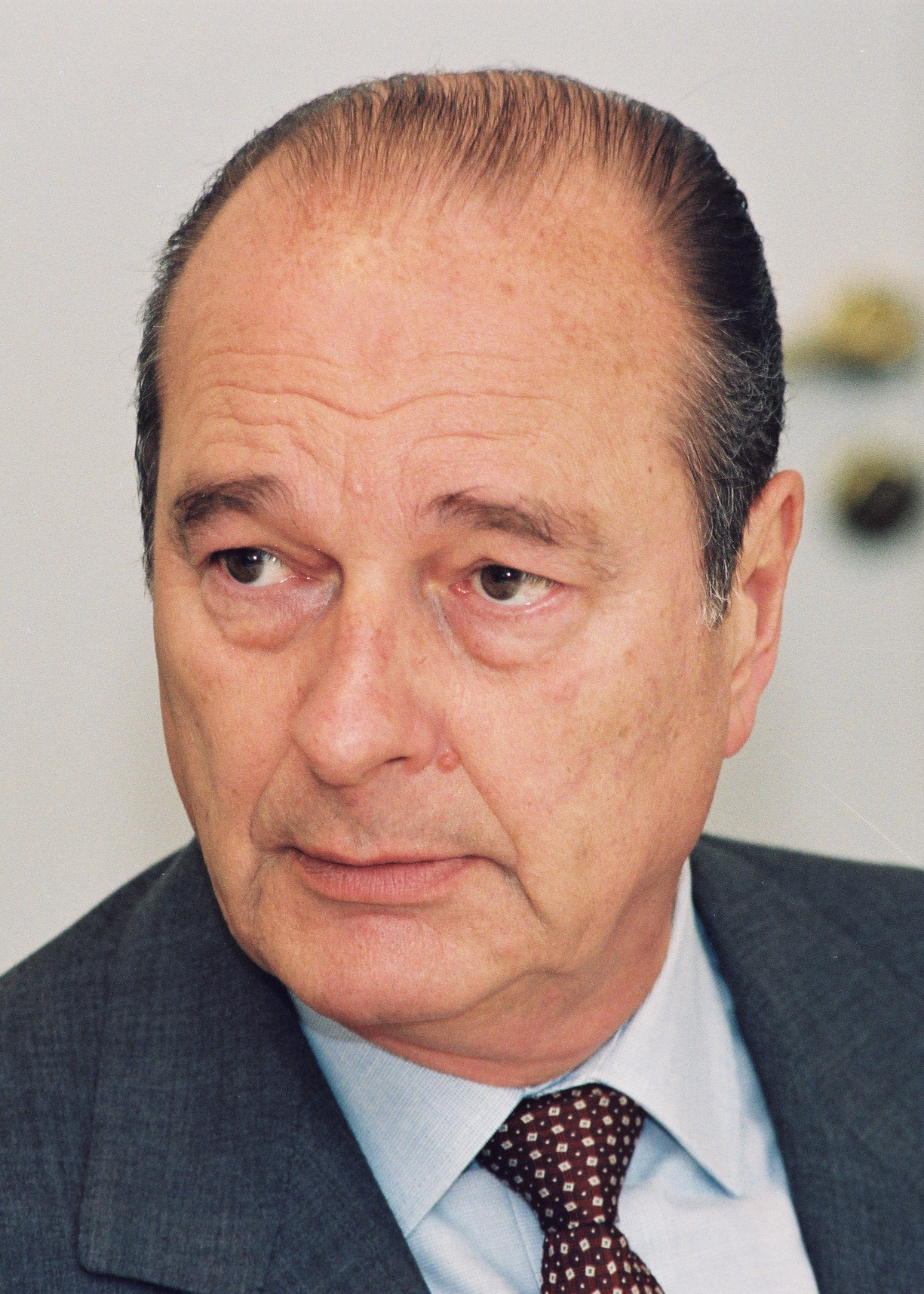
ژاک شیراک

- گیوجی ماتسوموتو، ۸۵، بازیکنان فوتبال اهل ژاپن.
- هالوارد هانولد، ۴۹، ورزشکار رشتهٔ بیاتلون اهل نروژ.
- پیتر لیندبرگ، ۷۴، عکاس اهل آلمان.
- کرول لینلی، ۷۷، هنرپیشه اهل ایالات متحده آمریکا.
- رابرت موگابه، ۹۵، سیاست‌مدار و دیکتاتور زیمبابوه.
- کامیلو سستو، ۷۲، موسیقی‌دان اهل اسپانیا.
- رابرت فرانک، ۹۴، کارگردان، عکاس، و مدیر فیلم‌برداری اهل سوئیس.
- یوسف حبیبی، ۸۳، سیاست‌مدار اهل اندونزی.
- دانیل جانستون، ۵۸، موسیقی‌دان اهل ایالات متحده آمریکا.
- رودی گوتندورف، ۹۳، بازیکن فوتبال اهل آلمان.
- گئورگی کنراد، ۸۶، نویسنده اهل مجارستان.
- ادی مانی، ۷۰، موسیقی‌دان و خواننده آمریکایی.
- لول محمد چوا، ۸۰، سیاستمدار اهل چاد.
- ریک اوکاسک، ۷۵، خواننده راک، گیتارنواز و تهیه‌کننده موسیقی اهل ایالات متحده آمریکا.
- مسعود عربشاهی، ۸۴، نقاش و مجسمه‌ساز ایرانی.
- جسیکا جیمز، ۴۰، بازیگر پورنوگرافی آمریکایی.
- زین‌العابدین بن‌علی، ۸۳، سیاستمدار تونسی.
- سید هیگ، ۸۰، بازیگر آمریکایی.
- زیگموند یان، ۸۲، خلبان آلمانی.
- حمید سهیلی، ۷۰، پژوهشگر، نویسنده، تهیه‌کننده و کارگردان ایرانی.
- ایوان کیزیموف، ۹۱، سوارکار اتحاد جماهیر شوروی سوسیالیستی پیشین و قهرمان المپیک.
- ژاک شیراک، ۸۶، سیاست‌مدار فرانسوی.
- گنادی ماناکوف، ۶۹، فضانورد اهل اتحاد شوروی.
- خوزه خوزه، ۷۱، خواننده و بازیگر مکزیکی.
- جسی نورمن، ۷۴، خواننده آمریکایی.